# Sociedad poro

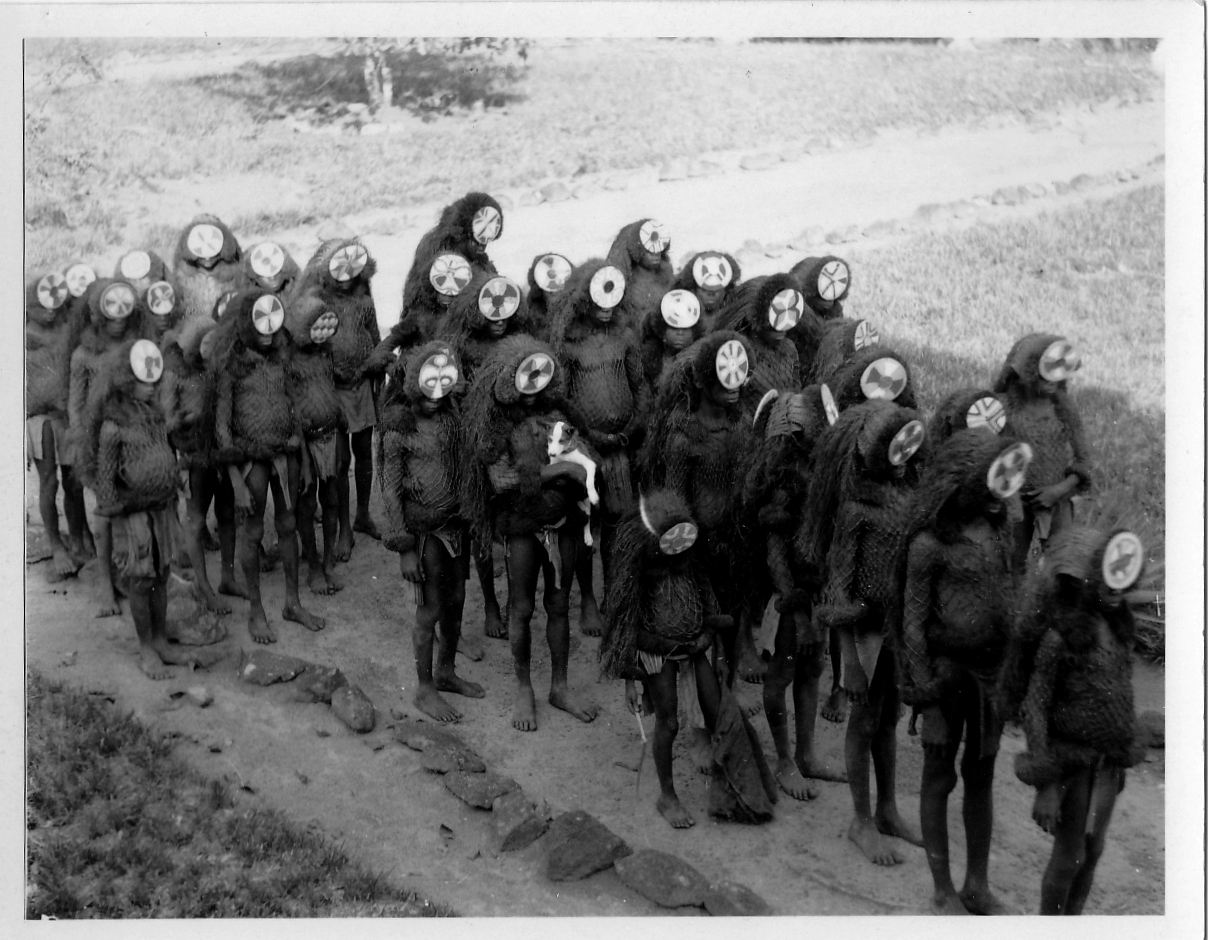
Imagen de un grupo de chicos volviendo de una ceremonia poro en Sierra Leona en 1936.

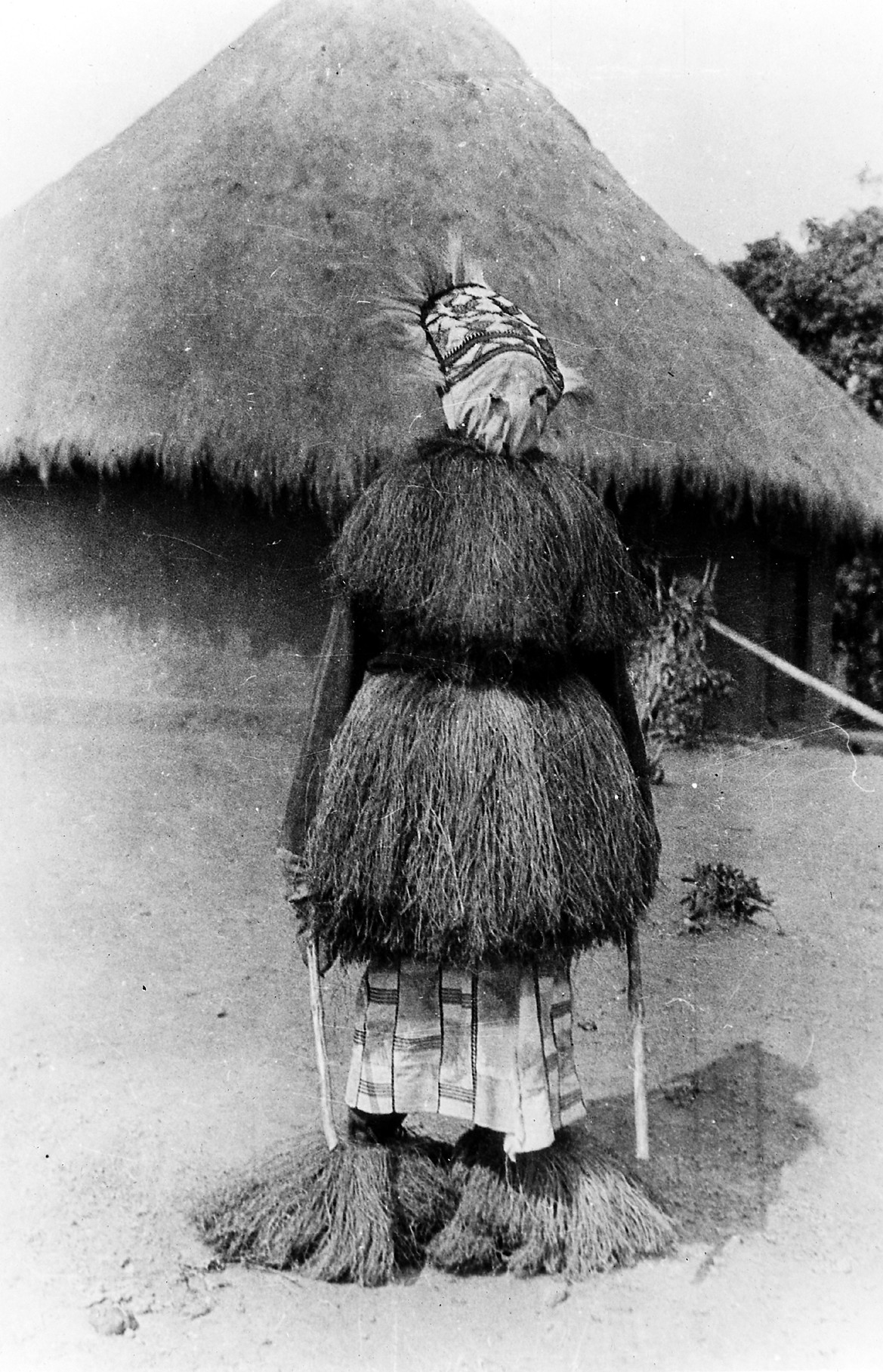
Bailarín poro en los años 1930.

El poro, purrah o purroh, es una sociedad secreta masculina presente en Sierra Leona, Liberia, Guinea, norte de Costa de Marfil y sur de Malí. A veces se la menciona como una sociedad de cazadores en la que solo son admitidos los varones. La contrapartida femenina es la sande.

## Estructura
La sociedad poro era parte de la cultura introducida por los mandinga, que emigraron a la región en  torno al año mil.
Existen otras dos sociedades secretas en Sierra Leona, la sociedad yassi y la sociedad bundu, que equivale a la sociedad sande de Liberia. La primera está nominalmente reservada a las mujeres, pero se admiten miembros del poro en ciertas ceremonias. A la vez, todas las mujeres de la yassi pueden ser miembros de la bundu, reservada estrictamente a las mujeres. De las tres sociedades, la más importante es la poro. Toda la población nativa está gobernada por sus códigos y leyes. En primer lugar, representa un tipo de organización fraternal en la que hasta los niños son temporalmente admitidos.
El poro también tiene aspectos religiosos y civiles. En los religiosos, los niños se unen a la sociedad mediante un rito de paso en la pubertad. En los civiles, la sociedad es un tipo de cuerpo gubernativo, que establece leyes, decide sobre la guerra y la paz, etc.